# Tony Miranda
Anthony „Tony“ Miranda (* 1919 in New York City; † 11. November 2001 ebenda) war ein amerikanischer Hornist, der nicht nur im Bereich der Klassik hervorgetreten ist, sondern auch als Studiomusiker und im Bereich des Jazz tätig war.

## Leben und Wirken
Miranda studierte auf dem Brooklyn College bis zum Bachelor; weiterhin nahm er an der Sommerschule 1940 in Tanglewood teil. Seinen Wehrdienst während des Zweiten Weltkrieges leistete er teilweise in der U.S. Army Band in Washington, D.C., ab, zum Ende des Krieges in Frankreich.
Danach war Miranda als erster Hornist zwölf Jahre lang an der New York City Opera tätig und spielte im American Symphony Orchestra unter Arturo Toscanini. Weiterhin gehörte er den New York Chamber Soloists, Musica Aeterna und der Little Orchestra Society sowie der Long Island Philharmonic an. Miranda spielte die amerikanische Erstaufführung des Hornkonzerts Nr. 2 von Richard Strauss in der Town Hall mit Little Orchestra Society unter Thomas Scherman. Als Solist trat er mit zahlreichen Orchestern im ganzen Land auf.
Miranda ist auf zahlreichen Aufnahmen mit Toscanini, Morton Gould und Leonard Bernstein zu hören. Als Studiomusiker begleitete er Luciano Pavarotti, Frank Sinatra, Percy Faith, Perry Como, The Beatles, Astrud Gilberto und Phil Glass. Auch trat er in der Coca Cola Hour und der Sid Caesar Show auf. Im Bereich Jazz war er an Alben von Curtis Fuller, Paul Desmond, Gil Evans, Ralph Burns, Art Farmer, Dave Amram (Subway Night) und Miles Davis (Sketches of Spain, Miles Ahead) beteiligt. Miranda war mit der Hornistin Sharon Moe (1942–2025) verheiratet.

## Diskographische Hinweise
- Mat Mathews 4 French Horns Plus Rhythm (1957, mit Dave Amram, Fred Klein, Julius Watkins, Joe Puma, Milt Hinton und Osie Johnson)